# Liste von historischen Infrastruktureinrichtungen in Radebeul

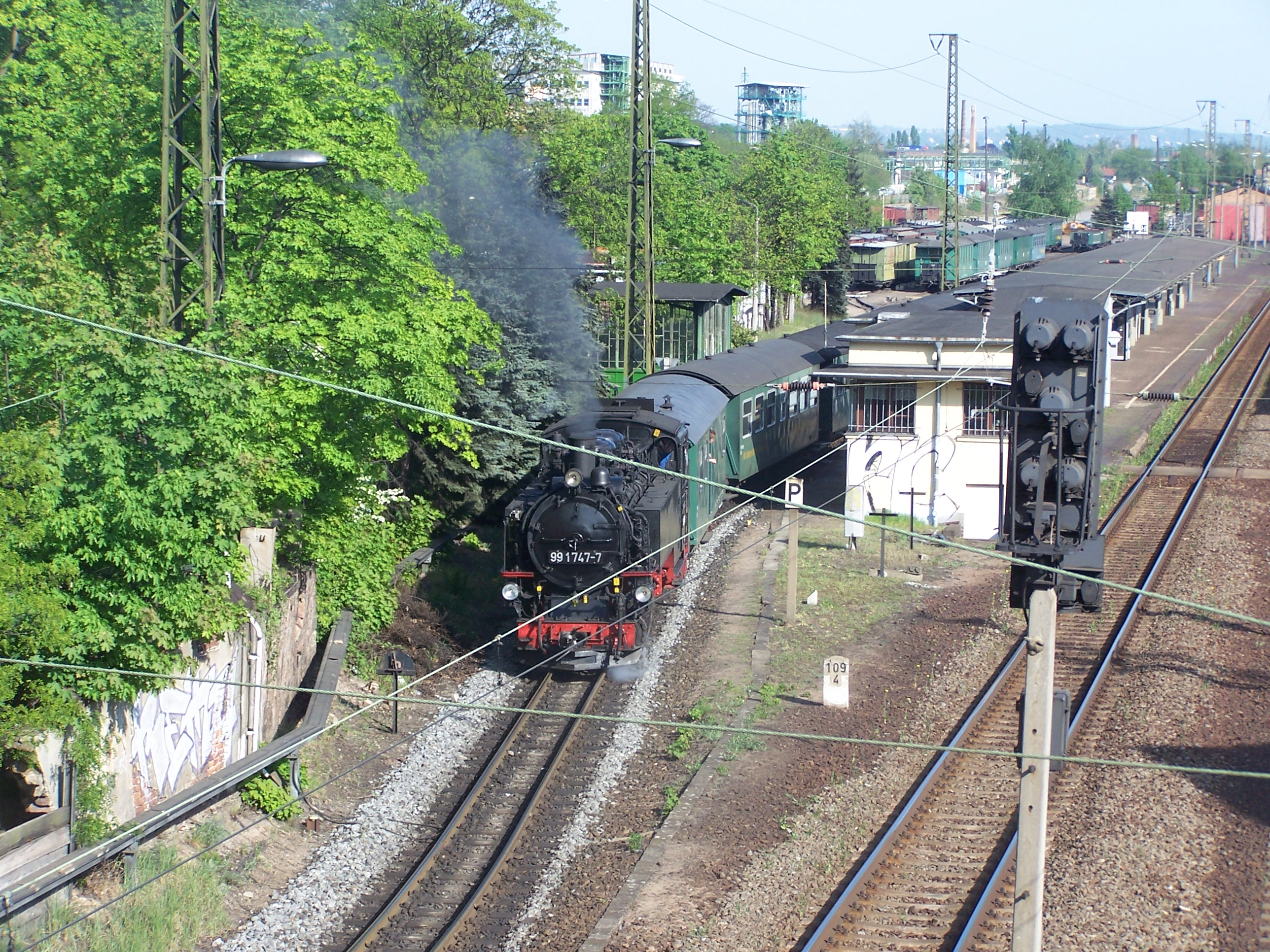
Bahnhof Radebeul Ost mit Lößnitzgrundbahn

Die Liste von historischen Infrastruktureinrichtungen in Radebeul gibt eine Übersicht über heutige und ehemalige Infrastruktureinrichtungen der sächsischen Stadt Radebeul beziehungsweise deren Bauten, die unter Denkmalschutz stehen oder aufgrund ihrer Bedeutung auch heute noch eine Rezeption erfahren.

## Legende

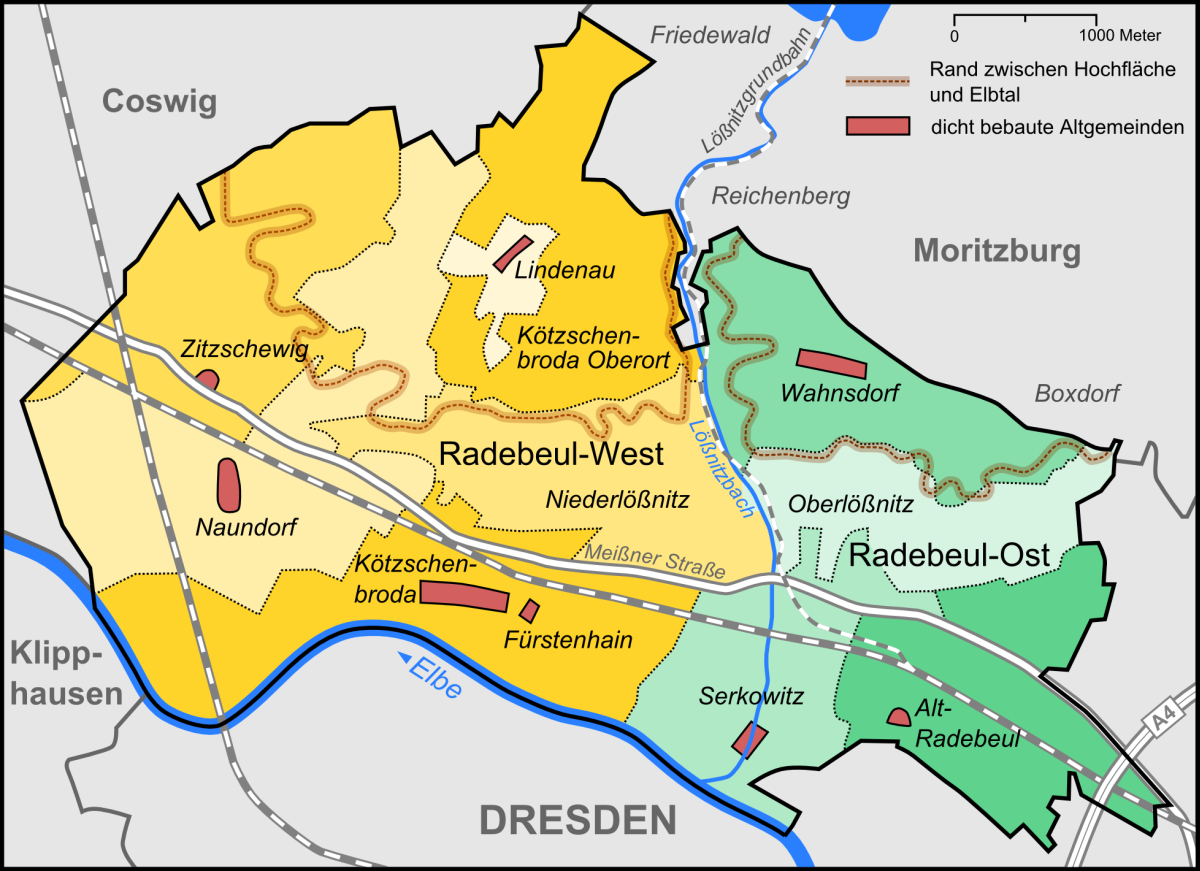
Übersicht über die Lage der Radebeuler Stadtteile mit Verlauf der Trasse der Lößnitzgrundbahn

Die in der Tabelle verwendeten Spalten listen die im Folgenden erläuterten Informationen auf:
- Name, Bezeichnung: Bezeichnung des einzelnen Objekts.
- Adresse, Koordinaten: Heutige Straßenadresse, Lagekoordinaten.
- Stadtteil: Heutiger Radebeuler Stadtteil, so wie in der hiesigen Karte dargestellt.
  - FUE: Fürstenhain
  - KOE: Kötzschenbroda
  - KOO: Kötzschenbroda-Oberort
  - LIN: Lindenau
  - NAU: Naundorf
  - NDL: Niederlößnitz
  - OBL: Oberlößnitz
  - RAD: Alt-Radebeul
  - SER: Serkowitz
  - WAH: Wahnsdorf
  - ZIT: Zitzschewig
- Datum: Besondere Baujahre, so weit bekannt oder ableitbar, teilweise auch Datum der Ersterwähnung der Liegenschaft.
- Baumeister, Architekten: Baumeister, Architekten und weitere Kunstschaffende.
- Art des Kulturdenkmals, Bemerkung: Nähere Erläuterung über den Denkmalstatus, Umfang der Liegenschaft und ihre Besonderheiten.
 Kürzelverzeichnis:[1]
  - ED: Das Objekt ist ein Einzeldenkmal.
  - SG: Das Objekt ist (Teil) eine(r) denkmalpflegerische(n) Sachgesamtheit.
  - WLG: Das Objekt ist ein Werk der Landschafts- und Gartengestaltung.
  - DNA: Das Objekt ist eine denkmalpflegerische Nebenanlage.
- Bild: Foto des Hauptobjekts.

## Infrastruktureinrichtungen
| Name, Bezeichnung                                                             | Adresse, Koordinaten                   | Stadtteil                    | Datum                                                  | Baumeister, Architekten                                                | Art des Kulturdenkmals, Bemerkung | Bild |
| ----------------------------------------------------------------------------- | -------------------------------------- | ---------------------------- | ------------------------------------------------------ | ---------------------------------------------------------------------- | --- | --- |
| Lößnitzgrundbahn                                                              |                                        | RAD, SER, OBL, WAH, NDL, KOO | 1883/84                                                |                                                                        | SG. Trasse der Schmalspurbahn sowie Durchlässe (darunter gemauerte Bögen), Teile der Stützmauer und Fernmeldefreileitung | Schmalspurbahntrasse mit Stützmauer und Fernmeldefreileitung                                            |
| Friedenskirche                                                                | Altkötzschenbroda 40 (Lage)            | KOE                          | 1273, 1477, 1515, 1637, 1646, 1746, 1884/85            | Ezechiel Eckhardt, Karl Weißbach, Gebrüder Ziller, Christian Rietschel | ED DNA. Evangelische Pfarrkirche mit Kirchhof, Einfriedung und Grabmal von Richard Steche. Dreischiffige Basilika mit eingezogenem spätgotischem Chor und Westturm. Denkmal Chronos und die Trauernde. Auf dem Vorplatz das Kriegerdenkmal (Kötzschenbroda) | Friedenskirche Radebeul-Kötzschenbroda im Gegenlicht                                                    |
| Lutherhaus und Pfarrhaus                                                      | Altkötzschenbroda 40 (Lage)            | KOE                          | 2. H. 17. Jh., 1928/29                                 | Gebrüder Kießling, Johannes Eisold (Innendecke)                        | ED. Pfarrhaus und Kirchgemeindehaus. Saal mit Zollbau-Lamellen-Innendecke. Bewohner: Augustin Prescher | Pfarrhaus (re.) und Lutherhaus (hi.) in Kötzschenbroda, vom Pfarrhof aus                                |
| Hirten- und Armenhaus Kötzschenbroda                                          | Altkötzschenbroda 70 (Lage)            | KOE                          | vermutlich Ende 17. Jh., evtl. 1. H. 19. Jh.?, 1998/99 |                                                                        | ED. Hirten- und Armenhaus, vermutlich Ende des 17. Jh. erbaut, 1998/99 saniert. Radebeuler Bauherrenpreis 2000 und 1999 | Ehemaliges Hirtenhaus                                                                                   |
| Alte Schule und Gemeindehaus                                                  | Altnaundorf 40 (Lage)                  | NAU                          | 1783, 1879, 1922                                       |                                                                        | ED. Alte Schule und Gemeindehaus, später Armen- und Arresthaus. Überlebte 1822 den Großbrand, der fast das gesamte sonstige Dorf vernichtete. | Alte Schule und Gemeindehaus Naundorf                                                                   |
| Talmühle                                                                      | Altserkowitz 12/13 (Lage)              | SER                          | 1337                                                   |                                                                        | Kein Denkmal. Grundstück der ehemaligen Talmühle (1337 erwähnt, erste Wassermühle am Lößnitzbach). 1872 abgebrochen und durch Villa ersetzt, in der sich von 1895 bis 1945 eine Gaststätte befand. | Restaurant „Thalmühle“, Ansichtskarte                                                                   |
| Wetterwarte Wahnsdorf                                                         | Altwahnsdorf 12 (Lage)                 | WAH                          | 1916                                                   |                                                                        | Kein Denkmal. Ehemalige Wetterwarte Wahnsdorf, errichtet durch Paul Schreiber | Ehemalige Wetterwarte Wahnsdorf                                                                         |
| Güterboden Radebeul Ost                                                       | Am alten Güterboden 4 (Lage)           | RAD                          | um 1895                                                |                                                                        | ED. Ehemalige Güterabfertigung mit zweigeschossigem Kopfbau. Siehe auch Liste der Radebeuler Kulturdenkmale der Lößnitzgrundbahn | Historischer Güterboden, Kopfbau                                                                        |
| Alter Friedhof                                                                | Am Gottesacker 33 (Lage)               | KOE                          | 1602                                                   |                                                                        | ED SG WLG. Alter Friedhof mit Diakonissengräbern | Diakonissengräber Alter Friedhof                                                                        |
| Wasserwerk Niederlößnitz                                                      | Am Jacobstein 32 (Lage)                | NDL                          | 1890                                                   |                                                                        | Kein Denkmal. Ehemaliges Wasserwerk Niederlößnitz | Wasserwerk Niederlößnitz                                                                                |
| Wasserturm                                                                    | Am Wasserturm (Lage)                   | KOO                          | 1916/17                                                | Richard Müller, Richard Schleinitz                                     | ED. Wasserturm | Der Radebeuler Wasserturm                                                                               |
| Bootshaus, Wassersportheim Lößnitz                                            | An der Festwiese 9 (Lage)              | KOE                          | 1923                                                   | Alfred Tischer (Entwurf), Johannes Eisold (Bau)                        | ED. Bootshaus | Bootshaus in Radebeul                                                                                   |
| Jägermühle                                                                    | An der Jägermühle 16 (Lage)            | OBL                          | Mitte 18. Jh.                                          |                                                                        | Kein Denkmal. Ehemalige Mühle | Jägermühle                                                                                              |
| Haltepunkt Weißes Roß                                                         | Augustusweg, Augustusweg 2 (Lage)      | SER                          | 1884, um 1908                                          |                                                                        | ED. Haltepunkt mit Empfangsgebäude (Massiv) und Wartehalle (Holz) | Haltepunkt Weißes Roß, im Hintergrund oben der Bismarckturm (Radebeul)                                  |
| Trafostation Augustusweg                                                      | Augustusweg, Ecke Nizzastraße (Lage)   | SER                          | um 1950                                                | Reinhold Langner                                                       | ED. Trafohäuschen mit Plastiken von Reinhold Langner | Trafohaus mit zwei hölzernen Figuren von Reinhold Langner                                               |
| Bahnhof Radebeul-Kötzschenbroda                                               | Bahnhofstraße 10 (Lage)                | KOE                          | 1840, 1895/96                                          |                                                                        | ED. Bahnhof mit Empfangsgebäude, Bahnsteigüberdachung und weiteren Nebengebäuden sowie auf der nördlichen Seite das älteste Bahnhofsgebäude (1872) | Bahnhof Radebeul West                                                                                   |
| Kötzschenbrodaer Postamt 2. Klasse, Wohn- und Geschäftshaus Bahnhofstraße 12b | Bahnhofstraße 12b (Lage)               | KOE                          | 1888/89                                                | F. A. Bernhard Große (Entwurf)                                         | ED. Ehemalige Post, Wohn- und Geschäftshaus in Ecklage | Wohn- und Geschäftshaus Bahnhofstraße 12b                                                               |
| Haltepunkt Radebeul-Zitzschewig                                               | Coswiger Straße 12 (Lage)              | ZIT                          | 1902                                                   |                                                                        | Kein Denkmal. Haltepunkt Radebeul-Zitzschewig | Haltepunkt Radebeul-Zitzschewig, Blick Richtung Coswig                                                  |
| Güterhof Bahnhof Kötzschenbroda                                               | Güterhofstraße 13 (Lage)               | KOE                          | 1872                                                   |                                                                        | Kein Denkmal. Güterhof Bahnhof Kötzschenbroda | Güterhof Bahnhof Kötzschenbroda                                                                         |
| Rathaus Oberlößnitz                                                           | Hauptstraße 49 (Lage)                  | OBL                          | 1900                                                   |                                                                        | ED. Ehemaliges Oberlößnitzer Rathaus, später Mietvilla | Ehemaliges Oberlößnitzer Rathaus                                                                        |
| Friedhof Naundorf-Zitzschewig                                                 | Kapellenweg 14 (Lage)                  | NAU                          | 1907/08                                                | Woldemar Kandler (Entwurf), Gebrüder Große (Bau)                       | ED DNA. Friedhof mit Einfriedungsmauer und Kapelle, einschiffiger Saalbau mit Dreiachtelschluss und Westturm | Johanneskapelle vom nördlichen Steilhang aus fotografiert                                               |
| Lutherkirche                                                                  | Kirchplatz 1 (Lage)                    | RAD                          | 1891/92, 1934                                          | Schilling & Graebner, Alfred Tischer (Innenumbau)                      | ED DNA. Evangelische Pfarrkirche. Saalkirche mit Emporen, Querhaus, eingezogenem Chor, Nordturm. Ehrenhain (DNA) mit Denkmal für die Gefallenen des Ersten Weltkrieges | Lutherkirche Radebeul-Ost                                                                               |
| Gemeindehaus der Lutherkirche                                                 | Kirchplatz 2 (Lage)                    | RAD                          | 1891                                                   | Schilling & Graebner                                                   | ED. Evangelisches Gemeindehaus | Gemeindehaus der Lutherkirche                                                                           |
| Haltepunkt Radebeul-Naundorf                                                  | Kötitzer Straße 104 (Lage)             | NAU                          | 1881                                                   |                                                                        | Kein Denkmal. Haltepunkt Radebeul-Naundorf | Haltepunkt Radebeul-Naundorf                                                                            |
| Friedhof Radebeul-West                                                        | Kötzschenbrodaer Straße 166 (Lage)     | KOE                          | 1873 (Tor), 1913 (Kapelle)                             | Moritz Große (Erste Kapelle), Gebrüder Kießling (Kapelle)              | ED SG WLG. Friedhof mit Kapelle, Kapellenanbau, Grabanlagen und Einfriedungsmauer | Friedhof Radebeul-West                                                                                  |
| Haltepunkt Lößnitzgrund                                                       | Lößnitzgrundstraße (Lage)              | KOO                          | 1884, ab 1895                                          |                                                                        | SG. Haltepunkt Lößnitzgrund. Wartehalle (Holz), Bahnsteigbeleuchtung, Wasserpumpe und Bänke. | Haltepunkt Lößnitzgrund                                                                                 |
| Blockstation (Winzerhaus, ehemaliges Backhaus und Toranlage der Hoflößnitz)   | Lößnitzgrundstraße 19 (Lage)           | OBL                          | 1949                                                   |                                                                        | ED SG WLG. Blockstation rechts der Toranlage zur Hoflößnitz. Errichtet 1949 zur „reibungslose[n] Energieversorgung für die Quartiere und Kasino der Besatzungsmacht“ | Trafostation Hoflößnitz                                                                                 |
| Grundmühle                                                                    | Lößnitzgrundstraße 37 (Lage)           | WAH                          | um 1820 (im Kern), Umbauten bis 1900                   | Carl Käfer                                                             | ED. Ehemaliges Mühlengebäude, später als Gasthaus genutzt | Grundmühle: Ehemaliges Mühlengebäude, rechts das Restaurantgebäude, rechts unten die ehemalige Bäckerei |
| Elektrizitätswerk Niederlößnitz, Pönitzschmühle                               | Lößnitzgrundstraße 46/48 (Lage)        | WAH                          | 1895/97, 1903                                          | Gebrüder Ziller (Entwurf Max Steinmetz) (Haus A)                       | ED. Elektrizitätswerk Radebeul. (ehem.) Verwalterhaus und Nebengebäude mit Turmaufsatz des ehemaligen Elektrizitätswerkes (heute ESAG) | Elektrizitätswerk Niederlößnitz Haus B                                                                  |
| Schmiedgenmühle, Meierei                                                      | Lößnitzgrundstraße 82/84 (Lage)        | KOO                          | 1547 Mühle, 1881                                       | Gebrüder Ziller (Umbau)                                                | ED. Ursprünglich Mahl- und Schneidemühle, später Gaststätte. Heute bewohnt mit einer Sommer-Außenrestauration | Meierei                                                                                                 |
| Bilzbad                                                                       | Meiereiweg 108 (Lage)                  | KOO                          | 1905, 1908, 1912, 1927/28                              | F. W. Eisold, Johannes Heinsius, Alfred Tischer                        | ED. Freibad mit sogenanntem Undosa Wellenbad. Besitzer Eduard Bilz | Eingangsgebäude des Bilzbades                                                                           |
| Umspannwerk Nr. 11 (Elektrizitätsverband Gröba)                               | Meißner Straße 177 (Lage)              | KOE                          | 1928/29                                                | Hans Hertlein                                                          | ED. ESAG Umspannwerk | Umspannwerk Nr. 11 für den Elektrizitätsverband Gröba in Radebeul                                       |
| Postamt Kötzschenbroda                                                        | Meißner Straße 285 (Lage)              | KOE                          | 1914–1921                                              | Geheimer Postbaurat Winckler                                           | ED. Postgebäude | Kötzschenbrodaer Postamt                                                                                |
| Chausseehaus Zitzschewig                                                      | Meißner Straße 414 (Lage)              | ZIT                          |                                                        |                                                                        | Kein Denkmal. Ehemaliges Chausseehaus, heute abgebrochen | Meißner Straße 414, 1990                                                                                |
| Gefängnis und Armenhaus Zitzschewig                                           | Meißner Straße 426 (Lage)              | ZIT                          | 1897                                                   |                                                                        | ED. Ehemaliges Stallgebäude mit Kutscherwohnung, Gefängnis und Armenhaus, mit Einfriedung? | Meißner Straße 426, 1992                                                                                |
| Trafoturm Meißner Straße                                                      | Meißner Straße / Einsteinstraße (Lage) | RAD                          | um 1910                                                |                                                                        | ED. Trafoturm | Trafoturm Meißner Straße, Ecke Einsteinstraße                                                           |
| Elbebrücken Niederwartha                                                      | Niederwarthaer Straße (Lage)           | KOE                          | 1873–1875, 1946, 1977–1983 2006–2011                   |                                                                        | Kein Denkmal. Eisenbahnbrücke und Fahrzeugbrücke | Alter Brückenüberbau                                                                                    |
| Radebeuler Postamt                                                            | Pestalozzistraße 4 (Lage)              | RAD                          | 1909/10                                                | Max Preiß                                                              | ED. Ehemaliges Mietpostgebäude, heute Teil der Stadtverwaltung (Rechts- und Ordnungsamt) | Ehemaliges Postamt Radebeul, rechts das Rathaus                                                         |
| Rathaus Radebeul                                                              | Pestalozzistraße 6 (Lage)              | RAD                          | 1900                                                   | Gustav Hänichen                                                        | ED. Rathaus mit Hintergebäude (dort ehemalige Hausmeisterwohnung im OG, darunter Polizeiamt mit Arrestzellen) | Rathaus Radebeul                                                                                        |
| Radebeuler Polizeiamt                                                         | Pestalozzistraße 6a (Lage)             | RAD                          | 1900                                                   | Gustav Hänichen                                                        | ED. Hintergebäude zum Rathaus (dort ehemalige Hausmeisterwohnung im OG, darunter Polizeiamt mit Arrestzellen) | Rathaus Radebeul, Hintergebäude                                                                         |
| Haltepunkt Radebeul-Weintraube                                                | Richard-Wagner-Straße 3 (Lage)         | SER                          | 1838                                                   |                                                                        | Kein Denkmal. Ältester Haltepunkt der Ferneisenbahnverbindung Leipzig–Dresden in der Lößnitz. Endpunkt des Bau-Teilstücks von Dresden bis Weintraube (am 19. Juli 1838 eröffnet) | Haltepunkt Radebeul-Weintraube                                                                          |
| Rathaus Niederlößnitz                                                         | Rosa-Luxemburg-Platz 1 (Lage)          | NDL                          | 1892–1895                                              | Adolf Neumann                                                          | ED. Rathaus Niederlößnitz, Rathausgebäude, repräsentativer, zweigeschossiger Bau mit Walmdach und erhöhtem Mittelrisalit | Ehemaliges Rathaus Niederlößnitz                                                                        |
| Friedhof Radebeul-Ost                                                         | Serkowitzer Straße 33 (Lage)           | RAD                          | 1890/91, 1928/29                                       | Schilling & Graebner (incl. Kapelle), Max Czopka (Neue Feierhalle)     | ED SG WLG. Friedhof mit alter und neuer Feierhalle und Einfriedungsmauer, mit Grufthaus Karl Mays (1912 1913), Jugendstilgruft, Grabmal Doerstling und Beckert sowie weiteren Grabanlagen, alte Feier-Halle um 1890, neue Feierhalle um 1925 | Friedhof Radebeul-Ost                                                                                   |
| Bahnhof Radebeul Ost                                                          | Sidonienstraße 1a, 1c (Lage)           | RAD                          | 1860, um 1895                                          |                                                                        | ED. Bahnhof mit Empfangsgebäude (gelber Klinker), Bahnsteig mit Überdachung und Tunnel, Wartehalle, Wirtschaftsgebäude, Spurwechselanlagen, Rollwagengrube, Überladerampe, mit Anschlüssen an das Gleisnetz, kleines Wohnhaus (Sidonienstraße 1b), Heizhaus, Lokschuppen, Wasserkran, Kohleschüttung, Ladestraße (Kopfsteinpflaster), die Ausstellung historischer sächs. Schmalspurfahrzeuge im Eigentum des Verkehrsmuseums Dresden, der Bahn AG und des Vereins Traditionsbahn Radebeul e. V. Siehe Liste der Radebeuler Kulturdenkmale der Lößnitzgrundbahn | Bahnhof Radebeul Ost                                                                                    |
| Dampfschiff-Anleger Kötzschenbroda                                            | unterhalb Uferstraße 10 (Lage)         | KOE                          | 1837                                                   |                                                                        | Kein Denkmal. Einziger Zwischenhalt des Dampfschiff-Linienverkehrs zwischen Dresden und Meißen der Sächsisch-Böhmischen Dampfschiffahrtsgesellschaft, eröffnet 1837. Das erste dort regelmäßig Halt machende Personendampfschiff war die Königin Maria. | Dampfschiff-Anleger in Radebeul, die Krippen nach dem Ablegen                                           |
| Amtsgericht Kötzschenbroda, Evangelische Grundschule                          | Wilhelm-Eichler-Straße 13 (Lage)       | KOE                          | 1908–1910                                              | Heinrich Tscharmann (Entwurf), Gebrüder Große (Bau)                    | ED. Ehemaliges Gericht, langgestrecktes Gebäude mit zwei Pförtnerhäuschen | Amtsgerichtsgebäude in Kötzschenbroda, Zentralausschnitt                                                |